# Frances Hargreaves
Frances Hargreaves (6 tháng 1 năm 1955 – 3 tháng 3 năm 2017) là một nữ diễn viên người Úc, người đã trở nên nổi tiếng vào những năm 1970 thông qua vai diễn dài của cô là thiếu niên bướng bỉnh Marilyn McDonald, con gái của Edie và Reg (Mike Dorsey và Wendy Blacklock), người mà cô luôn gọi là "Mẹ và bố" trong vở opera xà phòng Number 96. Cô chủ yếu là một nhân vật hài kịch, nhưng cốt truyện kịch tính nhất của cô là khi cô phát hiện ra danh tính của "Số 96" khét tiếng, "Pantgings Strangler"
Hargreaves sinh ra ở Nam Phi, người gốc Anh và trước phim truyền hình Number 96, cô đã học ở London, và bắt đầu diễn trên sân khấu ở Anh. Sau khi kết hôn với nam diễn viên kiêm ca sĩ người Úc David Gilchrist, họ định cư tại Úc vào năm 1973. Con gái Amelia của họ sinh năm 1989. Vào tháng 1 năm 1974, ở tuổi 19, Hargreaves đã ghi vai Marilyn vào phút cuối khi nữ diễn viên gốc Judy McBurney, đã phải rút lui vì bệnh, chỉ sau sáu tập và Hargreaves phải quay lại tất cả các cảnh của McBurney.
Hargreaves rời loạt phim vào tháng 6 năm 1975 khi cô mang thai. Trong chuyến thăm tiếp theo tới Nam Phi quê hương của cô với đứa con trai mới sinh Samuel David, cô đã diễn trên sân khấu trong The Sound of Music và Stop the World I Want to Get Off.
Sau đó, cô quay trở lại Úc và tiếp tục vai trò của mình trong Số 96 từ tháng 4 năm 1977 cho đến khi nó ngừng hoạt động vào cuối năm đó. Sau đó, cô xuất hiện trong The Young Docrist với vai Emma Dixon vào năm 1979 và Who Kills Baby Azaria?. Năm 2007, Hargreaves xuất hiện trong chương trình Where Are They Now?, Cùng với các thành viên diễn viên Number 96 cho một cuộc hội ngộ đặc biệt.
Frances Hargreaves qua đời tại Sydney vào ngày 3 tháng 3 năm 2017, ở tuổi 62, sau một thời gian dài bị bệnh.